# Szóstka (wieś)
Szóstka – wieś w Polsce położona w województwie lubelskim, w powiecie bialskim, w gminie Drelów.
Wieś jest sołectwem w gminie Drelów. Według Narodowego Spisu Powszechnego z roku 2011 wieś liczyła 438 mieszkańców.
Miejscowość jest siedzibą rzymskokatolickiej parafii Narodzenia Najświętszej Maryi Panny. Zabytkowy kościół pw. Narodzenia NMP, został wzniesiony w II połowie XIX wieku jako cerkiew prawosławna.

## Części miejscowości
| SIMC    | Nazwa     | Rodzaj    |
| ------- | --------- | --------- |
| 0011860 | Nowiny    | kolonia   |
| 1021607 | Rożyszcza | część wsi |

## Historia
Powstanie wsi jest związane z kolonizacją rusińską na Południowym Podlasiu, która największy rozkwit przeżywała od połowy XV w. przez cały wiek XVI. Do cech szczególnych tego osadnictwa należało niewątpliwie to, iż Wielki Książę Litewski w pierwszej kolejności nadawał ziemię możnowładcom pochodzenia litewskiego lub ruskiego. Ci natomiast zasiedlali swe świeżo pozyskane dobra ruską ludnością chłopską.
Głównym powodem ufundowania cerkwi w nowo lokowanej wsi w Szóstce, było zapewnienie obsługi potrzeb religijnych osiedlającej się tam ludności prawosławnej.
W XIV–XVI wieku wieś Szóstka administracyjnie leżała w granicach województwa trockiego, będącego częścią Wielkiego Księstwa Litewskiego.
W 1551 roku król Zygmunt August edyktem zniósł ograniczenia ludności prawosławnej w dostępie do urzędów i godności, które zostały ograniczone Unią w Krewie, w 1385 roku.
W tym samym roku, w 1551, Stefan Zbaraski (ur. 1518 w Trokach, zm. 1585) ufundował we wsi Szóstka prawosławną cerkiew pw. Narodzenia NMP.
Po Unii Lubelskiej w 1569 roku wieś Szóstka wraz z okolicznymi miejscowościami stała się częścią Rzeczypospolitej Obojga Narodów.
Następny kościół we wsi Szóstka dla wyznawców greckokatolickich, oraz innych wyznań, wybudowany został w 1758 r. Nie jest znany projekt oraz wykonanie.
W XVII wieku wieś była własnością starosty guzowskiego i nowomiejskiego Stanisława Opalińskiego, leżała w województwie podlaskim w 1673 roku. Do 1954 roku istniała gmina Szóstka. W latach 1975–1998 miejscowość administracyjnie należała do województwa bialskopodlaskiego.
Nie jest znany proces przekształcania parafii prawosławnej w parafię unicką po Unii Brzeskiej w 1596 roku. W pierwszej połowie XIX wieku parafia w Szóstce niewątpliwie była parafią greckokatolicką. W 1875 roku parafia greckokatolicka w Szóstce, została zamieniona na prawosławną.